# Itcha Range
Itcha Range är ett berg i Kanada.   Det ligger i provinsen British Columbia, i den sydvästra delen av landet, 3 600 km väster om huvudstaden Ottawa. Toppen på Itcha Range är 2 375 meter över havet.
Terrängen runt Itcha Range är huvudsakligen kuperad. Itcha Range är den högsta punkten i trakten. Trakten runt Itcha Range är nära nog obefolkad, med mindre än två invånare per kvadratkilometer.. Det finns inga samhällen i närheten.
I omgivningarna runt Itcha Range växer i huvudsak barrskog.